# Енки
Енки (шумерски: владетел на земята), или Еа (Ейя) на акадски език е един от главните богове в шумеро-акадския пантеон и във вавилонската религия, като един от четиримата богове-създатели. Описван е с много хвалебствени епитети, като: Създател, Мъдрец, Предвидливият, Разумният. Един от символите му е еленът, а шумерската шестдесетична бройна система числото 40 е означавало Бог Енки.

## Митология
Главното култово място на Енки е храмът Еенгура в гр. Ериду (Ереду), в най-южните части на Шумер, за който в митологията се твърди че е бил създаден от това божество от водата. Енки е и е владетел на океана със сладки води абзу, творец и организатор на цивилизацията, бог на мъдростта и магията, покровител на занаятите. Той владее на божествените сили ме, често е защитник на хората пред боговете и техен помощник. Енки е най-важният месопотамски бог на дъжда и водата, на него се приписва плодородието, но не и наводненията.
Енки е представян като бог на плодородието и носител на културата и помощник на брат си Енлил при създаването на цивилизацията. Според легендата за Енки и Нинмах той създава хората. Заедно с Енлил, Енки създава добитъка и зърното, а сам – занаятите. В мита „Енки и Шумер“ бог Енки се отправя на пътешествие по земята и определя съдбата на страните и градовете, създава оръдия на труда. На едни страни и народи той отрежда поля и градини, на други – кози и магарета (номадите), а трети определил „за изяждане“ (враговете). Той разпределя на различните богове грижата за различни дейности: на Енкимду – рововете и каналите, на Думузи – стадата, на Нинмуг – металообработването, на Нанше – морския риболов, на Нинту – новородените и т.н.

## Връзки с други божества
- Баща: Ан, бог на небето
- Майка: Ки (Нинки), богиня на земята-родоначалница
- Съпруга: Дамгалнуна (акадски Дамкина) или Нинхурсага
- Брат: Енлил, бог на въздуха и бурите
- Деца: Асаллухи - бог-целител, по-късно отъждествяван с Мардук; Мардук (във Вавилон); Нанше - богиня на морето; Исимуд; Нергал; Думузи - съпруг на Ищар.